# 벨 마녀

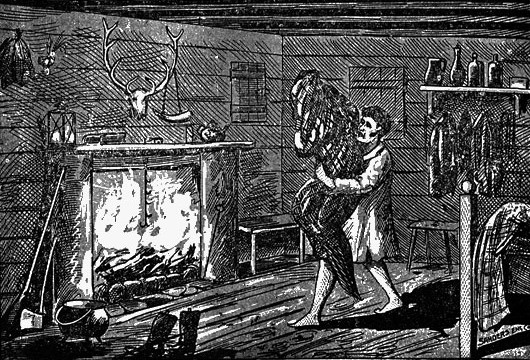
윌리엄 포터가 제작한 벨 마녀를 묘사한 판화

벨 마녀(영어: Bell Witch 혹은 영어: Bell Witch Haunting)는 미국 남부 민속 전설로, 테네시주 로버트슨군 북부에 위치한 애덤스 근방 레드리버에서 살던 벨 가문과 관련이 있다. 농부 존 벨 시니어가 가주로 있던 벨 가문과 인근 지역은 1817년부터 1821년까지 벨 마녀에게 괴롭힘을 당했다고 전해진다.
전설에 따르면 벨 마녀는 불가시적인 존재이며 말을 하고 물리 영향력을 행사할 수 있으며 변신이 가능한 것으로 묘사된다. 일부 기록은 이 영이 투시 능력을 지녔으며 초인간적인 속도로 장거리를 이동했고 한 번에 두 지점 이상의 장소에서 모습을 드러냈다고 전한다.

## 전설 내용
마틴 V. 잉그럼은 저서 “An Authenticated History of the Bell Witch”→벨 마녀의 진짜 역사에서 폴터가이스트를 일으킨 초자연 존재가 스스로를 “케이트 배츠 마녀”로 지칭했으며 케이트라는 이름에 호의적으로 반응했다고 적었다. “케이트”는 벨가의 막내딸 베치가 동네 청년 조슈아 가드너와 약혼했을 때 특히 불쾌감을 표시했다.
이 존재의 출몰은 1817년 존 벨 시니어가 개의 몸에 토끼의 머리를 한 유령을 보면서 시작되었다. 이후 존의 아들 드루 벨이 거대한 새가 울타리에 앉아 있다가 날아가는 걸 목격하였다. 딸 베치는 녹색 드레스를 입은 소녀가 참나무 가지에 매달려 몸을 흔들고 있는 것을 보았다. 벨가 노예 딘은 저녁에 아내를 만나러 갈 때마다 커다란 검은 개가 따라붙는다고 보고하였다. 벨가의 집 문과 벽에서 두드리는 소리, 침대를 갉아먹는 소리가 들리기 시작했고, 보이지 않는 개들이 싸움을 했다. 존 벨 시니어에겐 입 마비가 찾아왔고, 아이들이 잘 때 침대보가 당겨졌다. 곧 이 존재는 아이들의 머리카락을 잡아당기거나 몸을 긁었고, 특히 베치를 때리거나 꼬집거나 핀으로 찔러댔다.
벨가는 가족 지인 제임스 존스턴에게 도움을 청했다. 벨가에서 잠자리에 든 존스턴은 동일한 현상을 겪고 깨어났다. 아침에 존스턴은 존 벨 시니어에게 “성경에 나오는 것과 같은 영”이 나타났다고 말했다. 소문이 퍼지자 이 마녀의 영을 구경하기 위해 먼 곳에서도 사람들이 몰려들었다. 정체와 출몰 이유를 묻자 마녀는 벨가의 부지에 위치한 원주민의 봉분에 일어난 소란 때문이라고 답하고 드루 벨과 베넷 포터에게 땅에 파묻힌 보물을 찾게 했으나 보물은 발견되지 않았다. 마녀는 13 마일 떨어진 곳에서 실시간으로 진행되는 설교를 원문 그대로 반복하였으며, 성경 구절을 잘 알고 종교 논쟁을 즐기는 것으로 보였다. 다른 집에서 벌어지는 일들에 대한 험담을 떠들기도 했다.
제임스 존스턴의 아들 존 존스턴은 마녀의 영을 시험하기 위해 노스캐롤라이나주에 사는 그의 네덜란드계 새할머니가 노예들이 실수를 할 때 뭐라고 말하냐고 물었는데, 마녀는 할머니의 억양으로 “쯧쯧, 이게 무슨 일이야?”라고 답했다. 조사를 자청한 한 영국인이 해외에 사는 가족을 언급하자 마녀는 그의 영국 부모님 말투를 흉내냈다. 다음 날 아침 마녀는 다시 부모님 목소리로 영국인을 깨웠고, 영국인은 그 아침에 바로 떠난 뒤 벨가에게 편지를 보내 마녀가 잉글랜드에 사는 가족 앞에 나타났다고 알리면서 자신이 회의감을 내비쳤던 것을 사과하였다.
때때로 이 마녀의 영은 친절을 베풀었으며, 존 벨 시니어의 아내 루시에게 신선한 과일을 주거나 찬송가를 불러주었고, 존 벨 주니어에게 어느 정도 존중하는 태도를 보였다.
벨 마녀는 존 벨 시니어를 죽일 생각이라면서 이와 같은 의도를 저주, 위협, 고통을 통해 시사하였으며 끝내 독을 먹였고, 권주가를 부르며 문상객들을 방해하였다. 1821년 베치 벨은 마녀의 호소 때문에 조슈아 가드너와의 약혼을 끝내 취소하였다. 마녀는 가족들에게 떠나겠다고 고하였으나 7년 뒤인 1828년 돌아왔고, 루시, 그리고 아들 리처드와 조엘에게 이전과 비슷한 일들을 벌였으나 이들이 자극하지 않자 다시 떠난 것으로 보였다.
미시시피주 퍼놀라군 부근 구술 기록에 따르면 이 마녀의 영은 존 벨 시니어가 노스캐롤라이나주에서 죽였던 불친절한 감독관의 유령이다. 이 계통의 전설에서는 이 영이 중심 인물 메리와 사랑에 빠져 그녀를 죽음에 이르게 하며, 이는 흡혈귀 이야기를 연상시킨다. 또한 이 영의 초자연적 힘은 진과도 비교되었다.